# Alexandra lehmanni
Alexandra es un género monotípico de fanerógamas perteneciente a la familia Amaranthaceae. Su única especie: Alexandra lehmanni Bunge, es originaria de Asia.

## Descripción
Es una  planta que se encuentra en saladares de Kazajistán, en Taraz, Ulanbelj.

## Taxonomía
Alexandra lehmanni fue descrita por  Alexander von Bunge, y publicado en Linnaea 17: 120 1843.
Sinonimia
- Suaeda lehmannii (Bunge) Kapralov, Akhani & Roalson[4]